# 北海道道255号焼尻島線

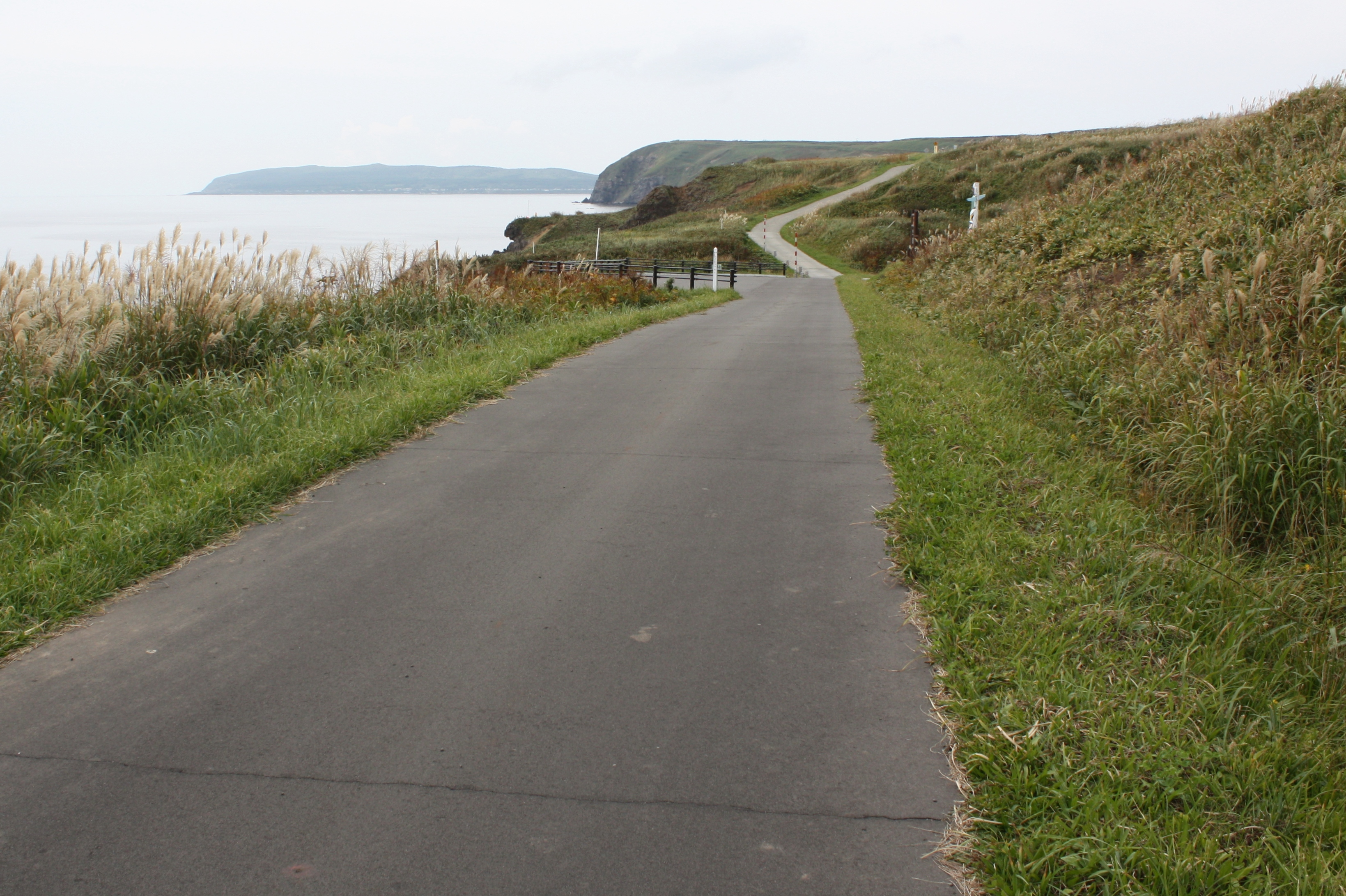
北海道道255号焼尻島線（2009年9月）

北海道道255号焼尻島線（ほっかいどうどう255ごう やぎしりとうせん）は、北海道苫前郡羽幌町内を結ぶ一般道道（北海道道）である。焼尻島を周回する形で開通している。冬期通行止め区間がある。

## 概要

### 路線データ
- 起点：北海道苫前郡羽幌町大字焼尻
- 終点：北海道苫前郡羽幌町大字焼尻（起点）[1]
- 総延長：9.364 km
- 実延長：9.364 km
- 重用延長：0 km

## 歴史
- 1957年（昭和32年）3月30日 - 166号として路線認定[2]。
- 1994年（平成6年）10月1日 - 路線番号を255号に変更[3]。

## 路線状況

### 冬期交通規制（通行止め）
- 羽幌町大字焼尻字白浜256 - 羽幌町大字焼尻字西浦473
区間延長：3.8 km

## 地理

### 通過する自治体
- 留萌振興局
  - 苫前郡羽幌町

### 交差する道路
羽幌町
- 北海道道866号東浜焼尻港線 - 大字焼尻字東浜

### 沿線にある施設など
羽幌町
- 焼尻港
- 北留萌消防組合焼尻分遣所 - 焼尻東浜
- 焼尻郵便局 - 焼尻東浜182
- 羽幌町立焼尻小中学校 - 焼尻豊崎105
- 西浦漁港